# Gekko petricolus
Gekko petricolus är en ödleart som beskrevs av  Edward Harrison Taylor 1962. Gekko petricolus ingår i släktet Gekko och familjen geckoödlor. Inga underarter finns listade i Catalogue of Life.
Artens förekommer i Laos och Kambodia samt i dom thailändska provinserna Sisaket och Ubon Ratchathani.